# NSWRL 1911
Die NSWRL 1911 war die vierte Saison der New South Wales Rugby League Premiership, der ersten australischen Rugby-League-Meisterschaft. Den ersten Tabellenplatz nach Ende der regulären Saison belegte Glebe. Diese verloren im Finale 8:11 gegen den Eastern Suburbs RLFC, der damit seinen ersten Titel gewann.
1911 betrugen die Einnahmen 15.889 £, was eine Steigerung von 2.477 £ im Vergleich zum Vorjahr darstellte. Am 22. Juni fand zudem das erste Rugby-League-Spiel im Sydney Cricket Ground statt, in dem eine Auswahlmannschaft des australischen Bundesstaats New South Wales 35:10 gegen Neuseeland gewann.

## Tabelle
Siehe NSWRL 1911/Ergebnisse für eine vollständige Liste aller Ergebnisse der regulären Saison.
|     | Team                    | Spiele | Siege | Unent. | Ndlg. | Spiel- punkte | Diff. | Tabellen- punkte |
| --- | ----------------------- | ------ | ----- | ------ | ----- | ------------- | ----- | ---------------- |
| 01. | Glebe                   | 14     | 11    | 0      | 3     | 244:88        | + 156 | 22               |
| 02. | Eastern Suburbs         | 14     | 9     | 2      | 3     | 208:129       | + 79  | 20               |
| 03. | South Sydney Rabbitohs  | 14     | 9     | 2      | 3     | 188:117       | + 71  | 20               |
| 04. | Newtown Jets            | 14     | 6     | 3      | 5     | 154:120       | + 34  | 15               |
| 05. | Annandale               | 14     | 5     | 1      | 8     | 113:184       | - 71  | 11               |
| 06. | North Sydney Bears      | 14     | 4     | 1      | 9     | 138:209       | - 71  | 9                |
| 07. | Western Suburbs Magpies | 14     | 4     | 1      | 9     | 116:189       | - 73  | 9                |
| 08. | Balmain Tigers          | 14     | 3     | 0      | 11    | 130:255       | - 125 | 6                |

## Playoffs
Das Playoff-Format 1911 sah vor, dass wie im Vorjahr der Tabellenerste und der Tabellenzweite im Finale gegeneinander antraten. Sollte allerdings der Tabellenzweite gewinnen, würde der Tabellenerste das Recht haben, ein eine Woche später stattfindendes Wiederholungsspiel zu fordern. Da allerdings die Eastern Suburbs und South Sydney punktgleich waren, fand zunächst ein Ausscheidungsspiel statt, wer gegen den Tabellenersten Glebe spielen würde.

### Ausscheidungsspiel
| 2. September 15:15 | Eastern Suburbs | 23 : 10 | South Sydney Rabbitohs | Sydney Sports Ground, Sydney Zuschauer: 14.000 Schiedsrichter: Tom McMahon Sr. |
| 2. September 15:15 | (8:2) Bericht   |         |                        | Sydney Sports Ground, Sydney Zuschauer: 14.000 Schiedsrichter: Tom McMahon Sr. |

### Final
| 9. September 15:15 | Eastern Suburbs | 22 : 9 | Glebe | Royal Agricultural Society Showground, Sydney Zuschauer: 16.000 Schiedsrichter: Tom McMahon Sr. |
| 9. September 15:15 | (14:5) Bericht  |        |       | Royal Agricultural Society Showground, Sydney Zuschauer: 16.000 Schiedsrichter: Tom McMahon Sr. |

### Grand Final
| 16. September 15:15 | Eastern Suburbs                                                                                | 11 : 8        | Glebe                                         | Royal Agricultural Society Showground, Sydney Zuschauer: 20.000 Schiedsrichter: Tom McMahon Sr. |
| 16. September 15:15 | Versuche: Lees Erhöhungen: Messenger (1/1) Straftritte: Messenger (2) Dropgoals: Messenger (1) | (2:5) Bericht | Versuche: Cubitt (2) Dropgoals: L. Cubitt (1) | Royal Agricultural Society Showground, Sydney Zuschauer: 20.000 Schiedsrichter: Tom McMahon Sr. |

| 1  | Fred Kinghorn     |
| 2  | Barney Dalton     |
| 3  | John Campbell     |
| 4  | Herbert Messenger |
| 5  | Eddie White       |
| 6  | Herb Collins      |
| 7  | Leslie Cody       |
| 8  | Billy Dalton      |
| 9  | Charlie Lees      |
| 10 | Eddie Griffiths   |
| 11 | Mick Frawley      |
| 12 | Sid Pearce        |
| 13 | Lawrence O’Malley |

| 1  | Roy Algie      |
| 2  | Dave Garlick   |
| 3  | Mick Muggivan  |
| 4  | Tom Gleeson    |
| 5  | Charles Cubitt |
| 6  | Leslie Cubitt  |
| 7  | Fritz Theiring |
| 8  | Frank Burge    |
| 9  | Alby Burge     |
| 10 | Sam Griffiths  |
| 11 | Jack Redmond   |
| 12 | Harry Brighton |
| 13 | Sid Pert       |

## Statistik
Meiste erzielte Versuche
|     | Name            | Versuche | Verein                 |
| --- | --------------- | -------- | ---------------------- |
| 1.  | Dave Garlick    | 13       | Glebe                  |
| 2.  | Tom Gleeson     | 11       | Glebe                  |
| 2.  | Arthur McCabe   | 11       | South Sydney Rabbitohs |
| 4.  | Leslie Cubitt   | 9        | Glebe                  |
| 5.  | F. Strickland   | 8        | Eastern Suburbs        |
| 5.  | Dally Messenger | 8        | Eastern Suburbs        |
| 7.  | Thomas Berecry  | 7        | North Sydney Bears     |
| 7.  | Frank Burge     | 7        | Glebe                  |
| 7.  | B. Wright       | 7        | Balmain Tigers         |
| 10. | Viv Farnsworth  | 6        | Newtown Jets           |

Meiste erzielte Punkte
|     | Name            | Versuche | Erhöhungen/Straftritte | Drop Goals | Gesamt | Verein                  |
| --- | --------------- | -------- | ---------------------- | ---------- | ------ | ----------------------- |
| 1.  | Dally Messenger | 8        | 57                     | 5          | 148    | Eastern Suburbs         |
| 2.  | Roy Algie       | 0        | 21                     | 2          | 46     | Glebe                   |
| 3.  | Dave Garlick    | 13       | 0                      | 0          | 39     | Glebe                   |
| 4.  | Leslie Cubitt   | 9        | 4                      | 1          | 37     | Glebe                   |
| 5.  | Tom Gleeson     | 12       | 0                      | 0          | 36     | Glebe                   |
| 6.  | Arthur McCabe   | 11       | 1                      | 0          | 35     | South Sydney Rabbitohs  |
| 7.  | A. McFarlane    | 5        | 8                      | 0          | 31     | North Sydney Bears      |
| 8.  | Bill Medcalf    | 0        | 14                     | 1          | 30     | Western Suburbs Magpies |
| 8.  | Andy Morton     | 0        | 15                     | 0          | 30     | North Sydney Bears      |
| 10. | F. Strickland   | 9        | 1                      | 0          | 29     | Eastern Suburbs         |

Schiedsrichter
| Name            | Anz. d. Spiele |
| --------------- | -------------- |
| A. Ballerum     | 08             |
| Arthur Farrow   | 03             |
| Bill Finegan    | 09             |
| Lance Hansen    | 01             |
| Laurie Kearney  | 013            |
| Tom McMahon Sr. | 016            |
| A. Norton       | 01             |
| George Seabrook | 01             |
| E. Shaw         | 06             |
| Arthur Welch    | 01             |